# Carmen del Paraná

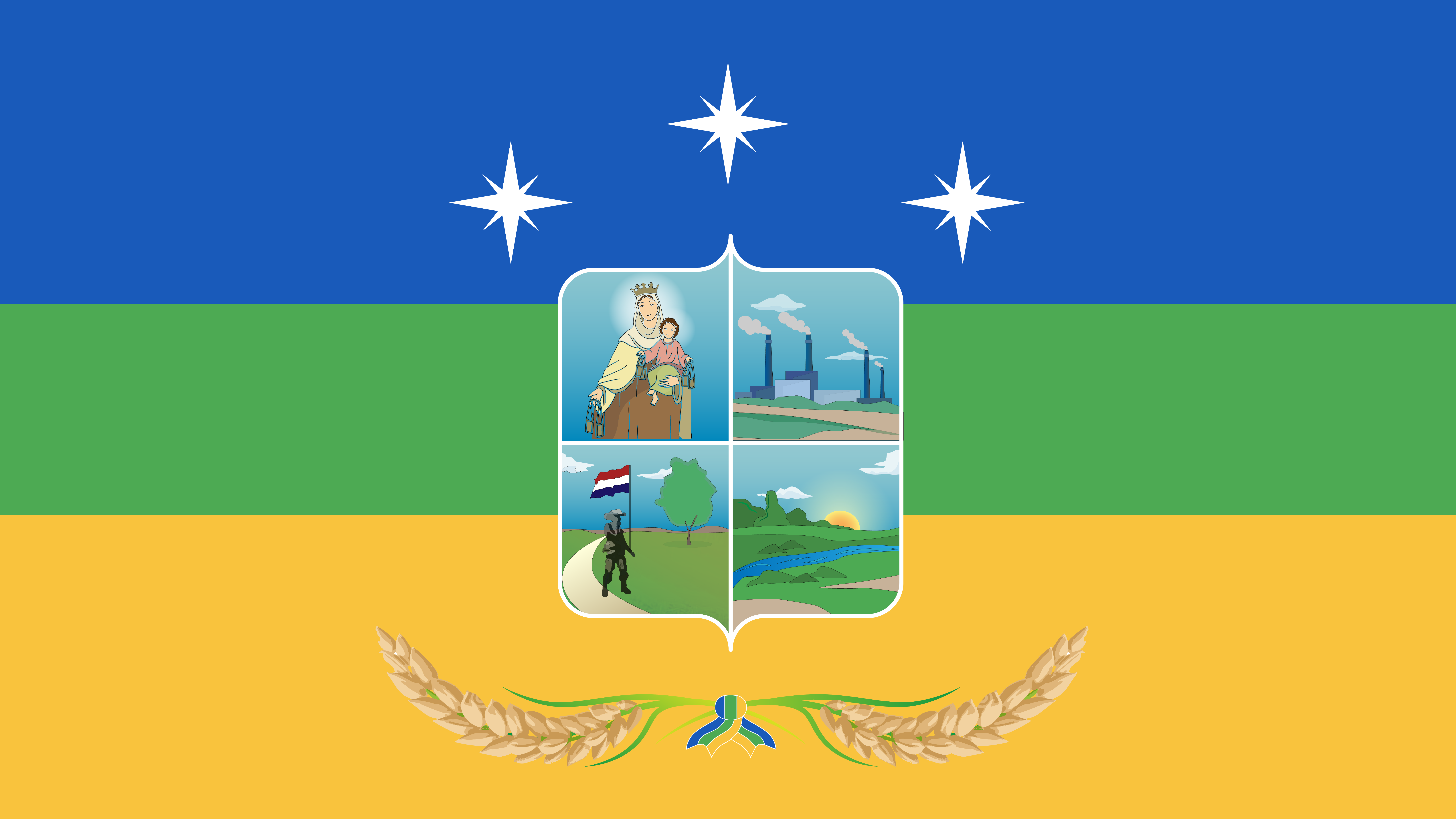
Bandeira de Carmen dele Paraná.

Carmen del Paraná é uma cidade do Paraguai, Departamento Itapúa.

## Transporte
O município de Carmen del Paraná é servido pelas seguintes rodovias:
- Ruta 01, que liga a cidade de Assunção ao município de Encarnación.
- Caminho em pavimento ligando a cidade ao município de Pirapó. [1][2][3]